# (40106) Erben
(40106) Erben (1998 QW5) – planetoida z grupy pasa głównego asteroid okrążająca Słońce w ciągu 5,02 lat w średniej odległości 2,93 j.a. Odkryta 20 sierpnia 1998 roku.
Nazwa pochodzi od nazwiska czeskiego etnografa Karela Jaromíra Erbena.